# Internationale Akademie Nürnberger Prinzipien
Die Internationale Akademie Nürnberger Prinzipien (IANP) ist eine gemeinnützige rechtsfähige Stiftung des bürgerlichen Rechts, die sich für die Förderung des Völkerstrafrechts und der Menschenrechte einsetzt. Sie wurde 2014 von der Bundesrepublik Deutschland, dem Freistaat Bayern und der Stadt Nürnberg gegründet und hat ihren Sitz in Nürnberg.

## Ziele
Die Internationale Akademie der Nürnberger Prinzipien hat das Ziel, den Frieden mit den Mitteln des Rechts zu sichern und das Erbe der Nürnberger Prozesse und der daraus resultierenden Nürnberger Prinzipien zu bewahren. Sie unterstützt den Kampf gegen die Straffreiheit für völkerstrafrechtiche Verbrechen zu bekämpfen: Völkermord, Verbrechen gegen die Menschlichkeit, Kriegsverbrechen und das Verbrechen der Aggression.

## Themengebiete
Die Arbeit der Internationalen Akademie Nürnberger Prinzipien erstreckt sich auf das Themengebiet Völkerstrafrecht und damit verbundene Menschenrechte. Die Akademie bezieht sich, auch namentlich, auf die aus den Nürnberger Prozessen hervorgegangenen Nürnberger Prinzipien, die als Grundstein des modernen Völkerstrafrechts gelten.

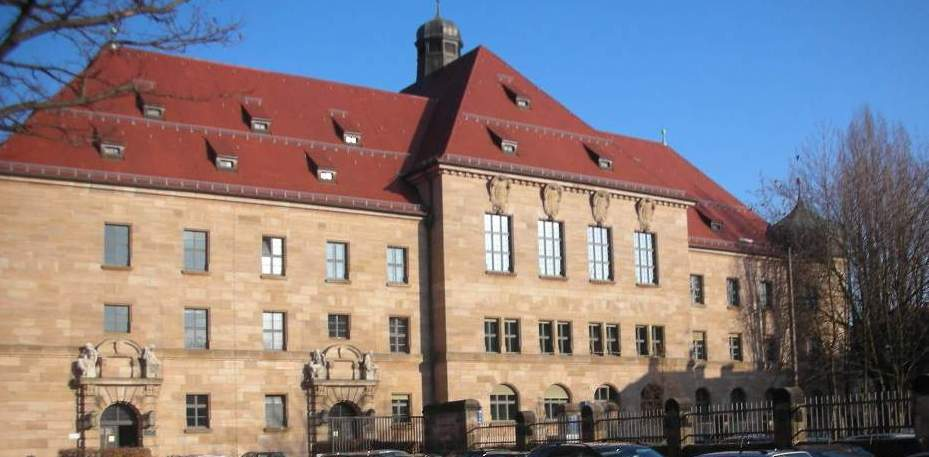
Der Ostbau des Nürnberger Justizpalasts, Sitz der Akademie

## Arbeitsfelder

### Fortbildung
Die IANP kooperiert weltweit mit internationalen, nationalen und regionalen Partnerorganisationen, um Praktikern und Institutionen fachbezogenes Wissen und Fertigkeiten zu vermitteln, die sie dazu zu befähigen, schwere internationale Verbrechen strafrechtlich zu verfolgen. Jährlich stattfindende Programme sind die Nürnberger Sommerakademie für junge Berufstätige zum Völkerstrafrecht und der Nuremberg Moot Court, ein Gerichtswettbewerb für Jurastudierende aus der ganzen Welt, der zusammen mit der Friedrich-Alexander-Universität Erlangen-Nürnberg (FAU) und der ICLU (International Criminal Law Research Unit der FAU) durchgeführt wird.

### Interdisziplinäre angewandte Forschung
Die Internationale Akademie Nürnberger Prinzipien betreibt multidisziplinäre und angewandte Forschung mit Schwerpunkt auf Themen des Völkerstrafrechts mit dem Ziel, zur Verbesserung der Praktiken und der internationalen, hybriden und nationalen Rechtsprechung beizutragen. Themen von Forschungsprojekten sind unter anderem elektronische Beweismittel, die Verfahrensdauer am Internationalen Strafgerichtshof, Nicht-staatliche Ermittlungen bei internationalen Verbrechen und Hassrede im Kontext des Völkerstrafrechts.

### Veranstaltungen
Die Internationale Akademie Nürnberger Prinzipien veranstaltet internationale Tagungen, Seminare, Podiumsdiskussionen und Konferenzen wie das jährliche Nuremberg Forum, um als ein „internationales Forum für Praktiker und Theoretiker des Völkerstrafrechts, Diplomaten, Multiplikatoren und für die Zivilgesellschaft zu aktuellen Fragen des Völkerstrafrechts“ zu dienen.

### Publikationsreihe Nuremberg Academy Series
Die englischsprachige Publikationsreihe Nuremberg Academy Series deckt praxisrelevante und aktuelle Themenfelder im Völkerstrafrecht ab und umfasst u. a. Arbeiten mit interdisziplinärem oder multidisziplinärem Ansatz. Die Reihe befasst sich mit bestehenden und drängenden rechtlichen Fragen und widmet sich den Herausforderungen, die im 21. Jahrhundert bei der Bekämpfung der Straflosigkeit für völkerstrafrechtliche Verbrechen bestehen.
- Two Steps Forward, One Step Back: The Deterrent Effect of International Criminal Tribunals (2017) herausgegeben von Jennifer Schense und Linda Carter
- Islam and International Criminal Law and Justice (2018) herausgegeben von Tallyn Gray
- The Tokyo Tribunal: Perspectives on Law, History and Memory (2020) herausgegeben von Viviane E. Dittrich, Kerstin von Lingen, Philipp Osten und Jolana Makraiová
- Integrity in International Justice (2020) herausgegeben von Morten Bergsmo und Viviane E. Dittrich
- The Past, Present, and Future of the International Criminal Court (2021) herausgegeben von Alexander Heinze und Viviane E. Dittrich

## Kuratorium
Die Akademie wird durch ein Kuratorium namhafter internationaler Experten inhaltlich unterstützt.
- Silvia Fernández de Gurmendi (Vorsitzende)
- Serge Brammertz (stellvertretender Vorsitzender)
- Stefanie Schmahl (stellvertretende Vorsitzende)
- Thomas Buergenthal † (ehem. Ehrenvorsitzender)
- Peter Frank
- Brenda Hollis
- Karl Huber
- Athaliah Molokomme
- Betty Kaari Murungi
- Navanethem Pillay (ehem. Vorsitzende, bis 2024)
- Bertram Schmitt
- Sang-Hyun Song